# Polly Scattergood
 (mars 2010).
Si vous disposez d'ouvrages ou d'articles de référence ou si vous connaissez des sites web de qualité traitant du thème abordé ici, merci de compléter l'article en donnant les références utiles à sa vérifiabilité et en les liant à la section « Notes et références ».
Polly Scattergood, née en 1986 à Colchester dans le comté de l'Essex, est une chanteuse et parolière britannique. Elle a été décrite comme étant volatile, sombre, intense et étrange, tandis que son style musical a été qualifié d'électro-pop typiquement londonien de ce début de XXIe siècle.

## Biographie

### Premier album
L'album Polly Scattergood sort le 9 mars 2009 au Royaume-Uni et le 19 mai aux États-Unis.
Other Too Endless sort en tant que single de cet album le 23 février 2009. Il est consacré "sortie de la semaine" par le Steve Lamacq show. La version téléchargeable offre un remix par Vince Clarke qui est membre de Erasure, ex-Yazoo et ex-Depeche Mode. iTunes le consacre « single de la semaine » le 30 mars 2009. Please Don't Touch est son second single, sorti le 4 mai 2009.

### Tournée
En février 2009, Polly joue dans plusieurs clubs et obtient même sa propre club night. Sur son MySpace, Polly annonce une tournée des clubs du Royaume-Uni se terminant le 19 avril. Elle joue également dans un club à Dublin le 21 avril de cette même année puis participe aux festivals Live at Leeds, The Great Escape, et Bestival. Elle accompagne Bat for Lashes pour le iTunes Live Festival le 19 juillet 2009. Un EP de cette performance live sort la semaine du 2 août sur iTunes. Elle soutient Amanda Palmer en septembre 2009 à l'Union Chapel, Islington.

## Discographie

### Albums studio
- 2009 - Polly Scattergood
- 2013 - Arrows
- 2020 - In This Moment